# Ribeirão Caiapòzinho
Ribeirão Caiapòzinho (portugisiska: Rio Caiapozinho) är ett vattendrag i Brasilien.   Det ligger i delstaten Tocantins, i den centrala delen av landet, 700 km norr om huvudstaden Brasília.
Omgivningarna runt Ribeirão Caiapòzinho är huvudsakligen savann. Runt Ribeirão Caiapòzinho är det mycket glesbefolkat, med 2 invånare per kvadratkilometer.